# 中日詩賞
中日詩賞（ちゅうにちししょう）は、中日詩人会（後援：中日新聞社）が主催している、詩集を対象とした賞。

## 概要
中日詩人会の前身である中部日本詩人連盟と中部日本新聞社の共催によって、1952年に中部日本詩人賞が創設され、1960年の中部日本詩人連盟の解散とその中日詩入会への改組に伴い、中部日本詩賞と改められた後、1965年より中日詩賞と改称とされ今日に至る。

## 中部日本詩人賞授賞記録
| 授賞回次 | 授賞年度 | 賞別   | 受賞者名   | 対象詩集（発行所）               |
| -------- | -------- | ------ | ---------- | -------------------------------- |
| 第1回    | 1952年   | 詩人賞 | 中野嘉一   | 『春の病歴』（詩の家）           |
| 第1回    | 1952年   | 努力賞 | 河合俊郎   | 『飛魚』（私家版）               |
| 第2回    | 1953年   | 詩人賞 | 長尾和男   | 『地球脱出』（ＳAＴYA）          |
| 第2回    | 1953年   | 努力賞 | 平光善久   | 『伽羅雲』（詩宴社）             |
| 第3回    | 1954年   | 詩人賞 | 岩瀬正雄   | 『炎天の楽器』（豊橋文化協会）   |
| 第3回    | 1954年   | 努力賞 | （なし）   |                                  |
| 第4回    | 1955年   | 詩人賞 | 小出ふみ子 | 『花詩集』（新詩人社）           |
| 第4回    | 1955年   | 努力賞 | 柏木よしお | 『水脈の涯』（本馬の会）         |
| 第5回    | 1956年   | 詩人賞 | 河合俊郎   | 『漁火』（知加書房）             |
| 第5回    | 1956年   | 努力賞 | 伊藤勝行   | 『卵を抱く眼』（詩宴社）         |
| 第5回    | 1956年   | 努力賞 | 前田孝     | 『けものの智慧』（現代詩研究所） |
| 第6回    | 1958年   | 詩人賞 | （なし）   |                                  |
| 第6回    | 1958年   | 努力賞 | 長谷川敬   | 『棲り木と巣と』（昭森社）       |
| 第7回    | 1959年   | 詩人賞 | 倉地宏光   | 『きみの国』（日本未来派）       |
| 第7回    | 1959年   | 努力賞 | 江頭彦造   | 『現代詩の研究』（寧楽書房）     |
| 第8回    | 1960年   | 詩人賞 | 伊藤正斉   | 『粘土』（コスモス社）           |
| 第8回    | 1960年   | 努力賞 | 小池鈴江   | 『夜光時計』（詩火社）           |
| 第8回    | 1960年   | 努力賞 | 有馬敲     | 『薄明の壁』（ユリイカ）         |
| 第8回    | 1960年   | 努力賞 | 岩崎昭弥   | 『墓碑銘』（果樹園社）           |

中部日本詩人連盟を解散し、中日詩入会に改組

## 中部日本詩賞授賞記録
| 授賞回次 | 授賞年度 | 賞別 | 受賞者名   | 対象詩集（発行所）               |
| -------- | -------- | ---- | ---------- | -------------------------------- |
| 第1回    | 1961年   | 詩賞 | 後藤一夫   | 『終章』（思潮社）               |
| 第1回    | 1961年   | 次席 | 伊藤周子   | 『来訪者』（原形質の会）         |
| 第2回    | 1962年   | 詩賞 | 錦米次郎   | 『百姓の死』（榛の木社）         |
| 第2回    | 1962年   | 次席 | 柏木よしお | 『壁画』（昭森社）               |
| 第3回    | 1963年   | 詩賞 | 杉浦盛雄   | 『白い耕地』（思潮社）           |
| 第3回    | 1963年   | 次席 | 吉良任市   | 『休暇』（思潮社）               |
| 第4回    | 1964年   | 詩賞 | 中江俊夫   | 『20の詩と鎮魂歌』（思潮社）     |
| 第4回    | 1964年   | 詩賞 | 御沢昌弘   | 『カバラ氏の首と愛と』（詩学社） |

## 中日詩賞（改称）授賞記録
| 授賞回次 | 授賞年度 | 賞別   | 受賞者名       | 対象詩集（発行所）                                 |
| -------- | -------- | ------ | -------------- | -------------------------------------------------- |
| 第5回    | 1965年   | 詩賞   | 殿岡辰雄       | 『重い虹』（詩宴社）                               |
| 第5回    | 1965年   | 次席   | 吉田欣一       | 『吉田欣一詩集』（コスモス社）                     |
| 第5回    | 1965年   | 次席   | 大畑専         | 『風説』（静岡県詩人会）                           |
| 第6回    | 1966年   | 詩賞   | 小池亮夫       | 『小池亮夫詩集』（同刊行会）                       |
| 第6回    | 1966年   | 次席   | 岡崎純         | 『藁』（北荘文庫）                                 |
| 第7回    | 1967年   | 詩賞   | 板倉柄音       | 『リンゲルナッツ詩集』（思潮社）                   |
| 第7回    | 1967年   | 次席   | 南信雄         | 『長靴の音』（北荘文庫）                           |
| 第8回    | 1968年   | 詩賞   | （なし）       |                                                    |
| 第8回    | 1968年   | 次賞   | 金田国武       | 『道祖神考』（日本未来派社）                       |
| 第8回    | 1968年   | 次賞   | 中井清         | 『丸山薫の世界』（冬至書房）                       |
| 第9回    | 1969年   | 詩賞   | 黛元男         | 『ぼくらの地方』（三重詩話会）                     |
| 第9回    | 1969年   | 次賞   | 谷澤辿         | 『山椒魚の故郷』（昭森社）                         |
| 第10回   | 1970年   | 詩賞   | 平光善久       | 『骨の遺書』（不動工房）                           |
| 第10回   | 1970年   | 次賞   | 那須田浩       | 『道行』（思潮社）                                 |
| 第11回   | 1971年   | 詩賞   | 水島卓         | 『暴徒甘受』（構造社）                             |
| 第11回   | 1971年   | 次賞   | 笠俊介         | 『水道屋は下みてあるく』（砂丘社）                 |
| 第12回   | 1972年   | 詩賞   | 柏木よしお     | 『相聞』（不動工房）                               |
| 第12回   | 1972年   | 次賞   | 梅田卓夫       | 『物たちの位置』（秋津書店）                       |
| 第12回   | 1972年   | 次賞   | 鈴木孝         | 『あるのうた』（青土社）                           |
| 第13回   | 1973年   | 詩賞   | 伊藤勝行       | 『未完の頷分』（不動工房）                         |
| 第13回   | 1973年   | 次賞   | 大竹尹         | 『うし』（国鉄詩人連盟）                           |
| 第14回   | 1974年   | 詩賞   | 吉富宜康       | 『构の村』（私家版）                               |
| 第14回   | 1974年   | 次賞   | 村瀬和子       | 『ひよのいる風景』（詩宴社）                       |
| 第15回   | 1975年   | 詩賞   | 古田欣一       | 『わが射程』（幻野工房）                           |
| 第15回   | 1975年   | 詩賞   | 黒部節子       | 『いまは誰もいません』（不動工房）                 |
| 第16回   | 1976年   | 詩賞   | 梅田卓夫       | 『額縁』（不動工房）                               |
| 第16回   | 1976年   | 次賞   | 永谷悠紀子     | 『酒の唄』（不動工房）                             |
| 第17回   | 1977年   | 詩賞   | 岡崎純         | 『極楽石』（紫陽社）                               |
| 第17回   | 1977年   | 次賞   | 山田賢二       | 『魑魅魍魎』（不動工房）                           |
| 第18回   | 1978年   | 詩賞   | 冨長覚梁       | 『記憶』（不動工房）                               |
| 第18回   | 1978年   | 次賞   | 加藤則幸       | 『地蔵頌』（詩文学社）                             |
| 第19回   | 1979年   | 詩賞   | 横井新ハ       | 『物活説』（青樹社）                               |
| 第19回   | 1979年   | 次賞   | 松井滋         | 『愛歌』（体験社）                                 |
| 第20回   | 1980年   | 詩賞   | 水野隆         | 『水野隆詩集』（沖積舎）                           |
| 第20回   | 1980年   | 次賞   | 渡辺正也       | 『薔薇時間の非在』（石の詩会）                     |
| 第21回   | 1981年   | 詩賞   | 沢田敏子       | 『未了』（朱流の会）                               |
| 第21回   | 1981年   | 次賞   | 若山紀子       | 『ぶるうす』（不動工房）                           |
| 第22回   | 1982年   | 詩賞   | 浅井薫         | 『殺』（青磁社）                                   |
| 第22回   | 1982年   | 次賞   | 盛山千登世     | 「記憶の底で』（原像の会）                         |
| 第23回   | 1983年   | 詩賞   | （なし）       |                                                    |
| 第23回   | 1983年   | 次賞   | 江原律         | 『琥珀の虫』（不動工房）                           |
| 第23回   | 1983年   | 次賞   | 富安みのり     | 『哀しみの狩猟者』（愛知詩人会議）                 |
| 第24回   | 1984年   | 詩賞   | 日原正彦       | 『それぞれの雲』『ゆれる葉』（七月堂）             |
| 第24回   | 1984年   | 詩賞   | 谷澤辿         | 『時の栞』（潮流社）                               |
| 第25回   | 1985年   | 詩賞   | 佐合五十鈴     | 『繭』（不動工房）                                 |
| 第25回   | 1985年   | 次賞   | 成田敦         | 『水の年輪』（不動工房）                           |
| 第26回   | 1986年   | 詩賞   | 宮田澄子       | 『籾の話』（潮流社）                               |
| 第26回   | 1986年   | 次賞   | 高梨由利江     | 『深海魚を抱いて』（不動工房）                     |
| 第27回   | 1987年   | 詩賞   | 埋田昇二       | 『富獄白景』（思潮社）                             |
| 第27回   | 1987年   | 次賞   | 宇佐美孝二     | 『空の擬音が、ふ』（環の会）                       |
| 第28回   | 1988年   | 詩賞   | 村瀬和子       | 『氷見のように』（知良軒）                         |
| 第29回   | 1989年   | 詩賞   | 永谷悠紀子     | 『ひばりが丘の家々』（不動工房）                   |
| 第29回   | 1989年   | 次賞   | 若原清         | 『犇めく』（木食社）                               |
| 第30回   | 1990年   | 詩賞   | なかむらみちこ | 『ねむりのエスキス』（百鬼社）                     |
| 第30回   | 1990年   | 次賞   | 木下いつ子     | 『おだやかな顔』（不動工房）                       |
| 第30回   | 1990年   | 次賞   | 岡田清子       | 『三人』（豊川堂）                                 |
| 第31回   | 1991年   | 詩賞   | 広部英一       | 『愛染』（紫陽社）                                 |
| 第31回   | 1991年   | 次賞   | 山中以都子     | 『訣れまで』（不動工房）                           |
| 第32回   | 1992年   | 詩賞   | 河田忠         | 『負の領域』（宝文館出版）                         |
| 第32回   | 1992年   | 詩賞   | 宮沢肇         | 『鳥の半分』（土曜美術社）                         |
| 第32回   | 1992年   | 次賞   | 大西美千代     | 『猫の体温』（七月堂）                             |
| 第33回   | 1993年   | 詩賞   | 鈴木哲雄       | 『蝉の松明』（環の会）                             |
| 第33回   | 1993年   | 詩賞   | 成田敦         | 『水の発芽』（土曜美術社出版販売）                 |
| 第33回   | 1993年   | 次賞   | 川上明日夫     | 『白くさみしい一編の洋館』（紫陽社）               |
| 第34回   | 1994年   | 詩賞   | 吉永素乃       | 『未完の神話』（書肆 青樹社）                      |
| 第34回   | 1994年   | 次賞   | 岩井礼子       | 『冬の果樹園』（書肆 青樹社）                      |
| 第35回   | 1995年   | 詩賞   | 小川アンナ     | 『晩夏光幻視』（文京書房）                         |
| 第35回   | 1995年   | 次賞   | 時野慶子       | 『水のプラチナ紀』（思潮社）                       |
| 第36回   | 1996年   | 詩賞   | 渡辺力         | 『地衣類』（樹海社）                               |
| 第36回   | 1996年   | 新人賞 | 坂口優子       | 『扉をあけて』（樹海社）                           |
| 第37回   | 1997年   | 詩賞   | 北川朱実       | 『神の人事』（詩学社）                             |
| 第37回   | 1997年   | 新人賞 | 安田萱子       | 「食物誌』（思潮社）                               |
| 第38回   | 1998年   | 詩賞   | 宇佐美孝二     | 『浮かぶ箱』（人間社）                             |
| 第38回   | 1998年   | 新人賞 | 堀江三智子     | 『二月の風』（書肆 青樹社）                        |
| 第39回   | 1999年   | 詩賞   | 川上明日夫     | 『蜻蛉座』（土曜美術社出版販売）                   |
| 第39回   | 1999年   | 新人賞 | 今井好子       | 『あなたとわたし、レタスを食べる』（紫陽社）       |
| 第40回   | 2000年   | 詩賞   | 溝口章         | 『’45年ノート残欠』（土曜美術社出版販売）          |
| 第40回   | 2000年   | 新人賞 | 作田教子       | 『境界からの光・声・そして文字へ」（青描社）       |
| 第41回   | 2001年   | 詩賞   | 江原律         | 『遠い日』（潮流社）                               |
| 第41回   | 2001年   | 新人賞 | 若栗清子       | 『華道クラブ』（思潮社）                           |
| 第42回   | 2002年   | 詩賞   | 河村敬子       | 『もくれんの舟』（思潮社）                         |
| 第42回   | 2002年   | 新人賞 | 小島きみ子     | 『Dying Summer』（エウメニデス社）                 |
| 第43回   | 2003年   | 詩賞   | 高橋喜久晴     | 『流謫の思想』（書肆 青樹社）                      |
| 第43回   | 2003年   | 新人賞 | 野根裕         | 『鳥洞橋をわたり』（樹海社）                       |
| 第44回   | 2004年   | 詩賞   | 草野信子       | 『地上で』（ジャンクション・ハーベスト）           |
| 第44回   | 2004年   | 新人賞 | 畑田恵利子     | 『無数のわたしがふきぬけている』（詩学社）         |
| 第45回   | 2005年   | 詩賞   | 三井喬子       | 『牛ノ川湿地帯』（思潮社）                         |
| 第45回   | 2005年   | 新人賞 | 金田久璋       | 『言問いとことほぎ』（思潮社）                     |
| 第46回   | 2006年   | 詩賞   | 大西美千代     | 『てのひらをあてる』（土曜美術社出版販売）         |
| 第46回   | 2006年   | 新人賞 | 近藤起久子     | 『レッスン』（ジャンクション・ハーベスト）         |
| 第47回   | 2007年   | 詩賞   | （なし）       |                                                    |
| 第47回   | 2007年   | 新人賞 | 岩辺進         | 『危険な下り坂』（書肆山田）                       |
| 第47回   | 2007年   | 新人賞 | 大野直子       | 『寡黙な家』（私家版）                             |
| 第48回   | 2008年   | 詩賞   | 柴田恭子       | 『母不敬』（思潮社）                               |
| 第48回   | 2008年   | 新人賞 | 早矢仕典子     | 『空、ノーシーズン』（ふらんす堂）                 |
| 第49回   | 2009年   | 詩賞   | 中神英子       | 『夜の人形』（思潮社）                             |
| 第49回   | 2009年   | 新人賞 | 斎藤なつみ     | 『私のいた場所』（砂子屋書房）                     |
| 第50回   | 2010年   | 詩賞   | 池谷敦子       | 『ぐらべりま』（日本文学館）                       |
| 第50回   | 2010年   | 新人賞 | 浅野牧子       | 『蔓草の海を渡って』（ジャンクション・ハーベスト） |
| 第50回   | 2010年   | 新人賞 | 神内ハ重       | 『柘榴の記憶』（幻冬舎ルネッサンス）               |
| 第51回   | 2011年   | 詩賞   | 野根裕         | 『季節抄』（樹海社）                               |
| 第51回   | 2011年   | 新人賞 | 彦坂まり       | 『夜からの手紙』（土曜美術社出版販売）             |
| 第52回   | 2012年   | 詩賞   | 田中勲         | 『最も大切な無意味』（ふたば工房）                 |
| 第52回   | 2012年   | 新人賞 | 安藤まさみ     | 『七月の猫』（ふらんす堂）                         |
| 第53回   | 2013年   | 詩賞   | 若山紀子       | 『夜が眠らないので』（土曜美術社出版販売）         |
| 第53回   | 2013年   | 新人賞 | 酒見直子       | 『空へ落ちる』（洪水企画）                         |
| 第54回   | 2014年   | 詩賞   | 北条裕子       | 『花眼』（思潮社）                                 |
| 第54回   | 2014年   | 新人賞 | 林美佐子       | 『鹿ヶ谷かぼちゃ』（詩遊社）                       |
| 第55回   | 2015年   | 詩賞   | 竹内新         | 『果実集』（思潮社）                               |
| 第55回   | 2015年   | 新人賞 | やまうちかずじ | 『わ音の風景』（思潮社）                           |
| 第55回   | 2015年   | 新人賞 | 藤原佯         | 『doner（ダウナー）』（私家版）                    |
| 第56回   | 2016年   | 詩賞   | 加藤千香子     | 『ＰＯＥＭＳ症候群』（土曜美術社出版販売）         |
| 第56回   | 2016年   | 詩賞   | 平野晴子       | 『黎明のバケツ』（洪水企画）                       |
| 第56回   | 2016年   | 新人賞 | （なし）       |                                                    |
| 第57回   | 2017年   | 詩賞   | 林美佐子       | 『発車メロディ』（詩遊社）                         |
| 第57回   | 2017年   | 新人賞 | 舟橋空兎       | 『ふりーらじかる』（ブイツーソリューション）       |
| 第58回   | 2018年   | 詩賞   | 中村薺         | 『かりがね点のある風景』（私家版、亀鳴屋制作）     |
| 第58回   | 2018年   | 新人賞 | 中谷泰士       | 『旅を 人の視界へ』（私家版、兼六文芸の会）        |
| 第59回   | 2019年   | 詩賞   | 木下裕也       | 『落ちかかるもの』（ 土曜美術社出版販売）          |
| 第59回   | 2019年   | 奨励賞 | （なし）       |                                                    |
| 第60回   | 2020年   | 詩賞   | 作田教子       | 『胞衣（えな）』（思潮社）                         |
| 第60回   | 2020年   | 奨励賞 | 太田葉子       | 『そして声が。』（砂子屋書房）                     |
| 第60回   | 2020年   | 奨励賞 | 徳沢愛子       | 『咲（わろ）うていくまいか』（能登印刷出版部）     |
| 第61回   | 2021年   | 詩賞   | 伊藤芳博       | 『いのち／こばと』（ふたば工房）                   |
| 第61回   | 2021年   | 奨励賞 | 中山郁子       | 『サンクチュアリ』（土曜美術社出版販売）           |
| 第62回   | 2022年   | 詩賞   | 早矢仕典子     | 『百年の鯨の下で』（空とぶキリン社）               |
| 第62回   | 2022年   | 奨励賞 | かわいふくみ   | 『風の ふふふ』（土曜美術社出版販売）              |
| 第63回   | 2023年   | 詩賞   | 山崎るり子     | 『猫まち』（ふらんす堂）                           |
| 第63回   | 2023年   | 奨励賞 | 桑田今日子     | 『ヘビと隊長』（詩遊社）                           |
| 第64回   | 2024年   | 詩賞   | 中山郁子       | 『みずうみ』（土曜美術社出版販売）                 |
| 第64回   | 2024年   | 奨励賞 | 坂井一則       | 『あなめあなめ』（コールサック社）                 |
| 第65回   | 2025年   | 詩賞   | 石田諒         | 『家の顚末』（思潮社）                             |
| 第65回   | 2025年   | 奨励賞 | 吉川彩子       | 『浅き眠りは地上に満ちて』（七月堂）               |